# Bab al-Saghir
Bab al-Saghir (en árabe: باب الصغير‎, romanizado: Bāb al-Ṣaghīr, lit. 'Puerta pequeña') puede referirse a una de las siete puertas de la Ciudad Vieja de Damasco, y a una calle de la moderna ciudad de Damasco, Siria. Tiene qubūr (tumbas) a ambos lados de la carretera, y está situado en el barrio de Dimashq, al suroeste de la Mezquita de los Omeyas.

## Historia
El bāb (puerta) fue construido inicialmente por los arameos, y luego fue dedicada a Zeus durante la era seléucida. En la época romana, la puerta estaba dedicada al dios Júpiter. En la época medieval, Bab as-Saghir era la principal entrada sur a Damasco. Fue fortificada nuevamente por el general Nūr al-Dīn alrededor de 1156 a. C. (550 en años islámicos) y luego por los sultanes ayubíes. Bab as-Saghir fue construida con ladrillos de barro, lo que la convertía en la entrada más débil de la ciudad. Por este motivo, es probable que durante el sitio de Damasco de 1148 los cruzados planearan concentrar sus fuerzas en la puerta. Antes de que pudiera implementarse cualquier plan posible, el comandante militar de Damasco (o atabeg) Mu'in al-Din Abu Mansur Anur lanzó ataques a gran escala contra los cruzados mientras fortalecía las fortificaciones. Después de un asedio de cuatro días, los cruzados se retiraron de Damasco.

## Cementerio
Maqbarat al-Bāb aṣ-Ṣaghīr es el antiguo cementerio que está adyacente a la puerta, y es un sitio de gran importancia religiosa para los musulmanes.